# Липецька область
Ли́пецька область (рос. Ли́пецкая область) — адміністративно-територіальна одиниця у складі Російської Федерації. Утворена 6 січня 1954 року із частини територій Орловської, Тульської, Рязанської, Тамбовської й Воронезької областей.
- Площа — 24,1 тис. км². За цим показником область займає 75 місце в Росії й останнє серед п'яти регіонів Центрально-Чорноземного економічного району
- Населення — 1173 тис. осіб (1 січня 2007) — 4-е місце в Центрально-Чорноземному економічному районі й 44-е в Росії. Густота населення — 49 осіб/км²
- Обласний центр — місто Липецьк.

## Географічне положення й склад
Розташована в центральній частині європейської території Росії, за 400 км на південь від Москви. Липецька область межує із Курською, Орловською, Тульською, Рязанською, Тамбовською й Воронезькою областями.
На момент утворення область складалася з 34 районів. У цей час область адміністративно розділена на 18 районів і 2 міста обласного підпорядкування (Липецьк і Єлець) (районні й міські муніципальні утворення). Другий рівень місцевого самоврядування становлять 6 міст районного підпорядкування (Грязі, Данков, Задонськ, Лебедянь, Усмань, Чаплигін), 1600 сільських населених пунктів, об'єднаних в 304 сільські адміністрації (сільські муніципальні утворення), і 4 округи в складі м. Липецька (Лівобережний, Октябрський, Правобережний, Совєтський).

## Корисні копалини
Корисні копалини області представлено 300 родовищами: вапняки, доломіти, пісок, глини, цементна сировина. За запасами карбонатної сировини область займає 1-е місце в РФ. Значні поклади торфу. Великою популярністю в Росії користуються Липецькі мінеральні джерела й лікувальні грязі, виявлені в 1871 році.

## Клімат
Клімат помірно-континентальний з помірно холодною зимою і теплим літом. Середня температура січня −7°С, середня температура липня +20,9°С. Середньорічна кількість опадів — 450—500 мм.

## Ґрунти
Серед типів ґрунтів на території області переважають чорноземи.

## Рослинний і тваринний світ
В області розташовано 2 заповідники: Галича Гора (6 ділянок) — найменший заповідник Росії зі збереженою дольодовиковою флорою, а також частина Воронезького заповідника. Липецька область розташована в лісостеповій зоні, що є поєднанням лісових і степових ділянок.

## Економіка
Промислове виробництво є основою економічного потенціалу області, на його частку припадає близько 66 % валового регіонального продукту. У 2005 році зроблене продукції на суму більш 205 млрд руб. з ростом на 2 %. Промисловий комплекс області складається з 200 великих підприємств, носить багатогалузевий характер, містить у собі чорну металургію, частка продукції якої значно збільшилася в порівнянні з 1991 роком (з 34 % до 64 %), машинобудування й металообробку, частка продукції яких помітно скоротилася в порівнянні з 1991 роком (з 23 % до 11,5 %), електроенергетику (7 %), харчову (14 %), хімічну, легку промисловості і промисловість будматеріалів (2 %).
Найрозвиненіші металургійна (найбільший у Росії Новолипецький металургійний комбінат — НЛМК), харчова (найбільший російський виробник соків Лебедянський завод) галузі промисловості. На території області розташовано одна із двох особливих економічних зон промислового типу Російської Федерації «Липецьк» (у ній уже функціонує скляний завод, планується будівництво заводів холодильного встаткування, сендвіч-панелей і др). У Липецькій області також створено 5 регіональних особливих економічних зон: у Тербунах і Чаплигіні (промислово-виробничого типу), у Льві Толстому (агропромислового типу), у Єльці й Задонську (туристсько-рекреаційного типу). Область є одним з лідерів у сфері залучення іноземних інвестицій.

## Визначні пам'ятки
У Данковському районі Липецькой області в маєтку Полібіно розташоване унікальна архітектурна споруда — перша у світі гіперболоїдна конструкція, сталева ажурна сітчаста вежа дивної краси.
Першу гіперболоїдну вежу побудував і запатентував інженер і вчений В. Г. Шухов. Ця шуховська вежа була побудована й представлена на Всеросійській промисловій виставці в Нижньому Новгороді в 1896 році. Першу в світі гіперболоїдну вежу купив меценат Ю. С. Нечаєв-Мальцов і встановив у Полібіно. Гіперболоїдні конструкції згодом будували багато великих архітекторів: Гауді, Ле Корбюзьє, Оскар Німеєр.
У Єльці розташовані численні пам'ятники церковної й світської архітектури, у тому числі Вознесенський собор (1889; побудований за проектом відомого архітектора К. А. Тона, автора Московського вокзалу в Санкт-Петербурзі й Ленінградського в Москві, а також — Храму Христа Спасителя). З Єльцем тісно зв'язане життя І. О. Буніна, М. М. Пришвіна, Т. М. Хрєнникова, М. М. Жукова й ін.
У Задонську також є значні пам'ятники церковної архітектури й історії, у тому числі два діючі монастирі.

## Топоніми Липецької області

### Річки
- Дон
- Воронеж
- Станова Ряса
- Матира
- Сосна
- Красива Меча

## Адміністративний устрій

### Муніципальні утвори
Кількість муніципальних утворів — 331, у тому числі:
- міських округів — 2
- муніципальних районів — 18
- міських поселень — 6
- сільських поселень — 305

#### Міські округи
- Липецький міський округ
- Єлецький міський округ

#### Муніципальні райони
- Воловський район
- Грязінський район
- Данковський район
- Добринський район
- Добровський район
- Долгоруковський район
- Єлецький район
- Задонський район
- Ізмалковський район
- Краснинський район
- Лебедянський район
- Лев-Толстовський район
- Липецький район
- Становлянський район
- Тербунський район
- Усманський район
- Хлевенський район
- Чаплигінський район

## Населення
Населення практично мононаціональне: більшість росіяни.
| Народ                                          | Чисельність, 2002, тис (* [Архівовано 24 січня 2012 у WebCite]) |
| ---------------------------------------------- | --------------------------------------------------------------- |
| Росіяни                                        | 1162,9                                                          |
| Українці                                       | 13,4                                                            |
| Вірмени                                        | 5,4                                                             |
| Азербайджанці                                  | 3,4                                                             |
| Цигани                                         | 3,1                                                             |
| Білоруси                                       | 2,7                                                             |
| Татари                                         | 1,8                                                             |
| Молдовани                                      | 1,3                                                             |
| Німці                                          | 1,1                                                             |
| Грузини                                        | 1,0                                                             |
| Народи з чисельністю населення понад 1000 осіб |                                                                 |